# Abney (Derbyshire)
Pour les articles homonymes, voir Abney.
 (mars 2023).
Abney est un village du Derbyshire, en Angleterre.